# Pseudodeltaspis cyanea
Pseudodeltaspis cyanea là một loài bọ cánh cứng trong họ Cerambycidae.